# Carpo (astronomia)
Carpo, Giove XLVI, è un satellite naturale minore del pianeta Giove.

## Scoperta
È stato scoperto nel 2003 da una squadra di astronomi dell'Università delle Hawaii guidata da Scott S. Sheppard e formata da Brett James Gladman, John Kavelaars, Jean-Marc Petit, Lynne Allen, David Jewitt e Jan Kleyna. Al momento della scoperta ha ricevuto la designazione provvisoria S/2003 J 20.

## Denominazione
Ha ricevuto la denominazione ufficiale assegnata dall'Unione Astronomica Internazionale agli inizi del 2005. Il nome è stato scelto in onore della figura di Carpo, una delle Ore, figlia di Zeus (Giove) secondo la mitologia greca.

## Parametri orbitali
Carpo ha un diametro di circa 3 km. Orbita attorno a Giove in 458,625 giorni, a una distanza media di 17,145 milioni di km, con un'inclinazione di 56° rispetto all'eclittica (55° rispetto al piano equatoriale di Giove) e un'eccentricità orbitale di 0,4316. 
Tutti i satelliti naturali di Giove orbitanti all'esterno dell'orbita di Carpo ruotano attorno al pianeta in direzione retrograda.

## Caratteristiche

Animazione dell'orbita di Carpo attorno a Giove dal 2000 al 2100. Vista polare

Animazione dell'orbita di Carpo attorno a Giove dal 2000 al 2100. Vista equatoriale
Giove·
Carpo·
Callisto

Analogamente a Temisto e Valetudo, Carpo sembra non appartenere ad alcuna famiglia di satelliti gioviani.
L'inclinazione orbitale di Carpo, analogamente a quella di altri satelliti gioviani, è regolata dal Meccanismo di Kozai, scoperto da Yoshihide Kozai nel 1962; tale fenomeno comporta una variazione periodica dell'inclinazione e dell'eccentricità dell'orbita. Quando l'inclinazione cresce notevolmente, l'eccentricità può diventare talmente elevata da avvicinare il perigiovio del satellite alle orbite dei satelliti medicei (Io, Europa, Ganimede e Callisto); Carpo potrebbe quindi in futuro collidere con uno di essi, oppure venire scagliato al di fuori del sistema di Giove a causa dell'intensa interazione gravitazionale. Il periodo di precessione degli apsidi (Pw) è di 6,8 milioni di anni.